# عباس ظهیرالدینی
عباس ظهیرالدینی (زادهٔ ۱۳۲۲ در تهران)، موسیقی‌دان و نوازندهٔ ویولنسل اهل ایران است.

## زندگی هنری
عباس ظهیرالدینی در سال ۱۳۲۲ در تهران متولد شد. پس از پایان تحصیلات ابتدایی به هنرستان عالی موسیقی تهران راه یافت و نواختن ساز ویلنسل را نزد «میشل خوتسیف» آغاز کرد. پس از گذشت ۱ سال از آموزش، در تالار فرهنگ به اجرای موسیقی پرداخت و مورد توجه و تحسین قرار گرفت. در سال ۱۳۴۱ با ارکستر زهی هنرستان موسیقی به رهبری واهه خوجایان همکاری خود را آغاز کرد و در سال ۱۳۴۲ به ارکستر سمفونیک تهران به رهبری حشمت سنجری راه یافت. او در سال ۱۳۴۵ دیپلم هنرستان عالی موسیقی را دریافت نمود و به دوره لیسانس هنرستان وارد شد. وی در سال ۱۳۵۷ به جهت ادامه تحصیلات موسیقی به اتریش سفر کرد و مدت‌ها نزد «آندره ناوارا» آموخته‌های خود را تکمیل نمود. پس از آن به ایران بازگشت و همکاری خود را با ارکستر مجلسی صدا و سیما آغاز کرد. او در سال ۱۳۶۵ فعالیت‌های خود را مجدداً با ارکستر سمفونیک تهران از سر گرفت.
وی در سال ۱۳۸۲ آلبوم موسیقی «ویلنسل» که منتخبی از قطعات موسیقی کلاسیک از آهنگسازانی نظیر: آنتونیو ویوالدی، یوهان سباستیان باخ، لودویگ وان بتهوون و پیتر ایلیچ چایکوفسکی و … است را منتشر کرد.

## فعالیت‌های هنری
از جمله فعالیت‌های هنری عباس ظهیرالدینی به موارد زیر می‌توان اشاره نمود:
همکاری با ارکستر سمفونیک تهران، همکاری با ارکستر مجلسی صدا و سیما، همکاری با گروه «تریوی تهران» (به همراه خاچیک بابایان و رافائل میناسکاتیان)

## آثار هنری
از جمله آثار موسیقی که عباس ظهیرالدینی در آن‌ها حضور داشته‌است به موارد زیر می‌توان اشاره نمود:
- اجرای سونات روبرگ[۱]
- اجرای کنسرتو ویولنسل اپوس ۳۳، اثر «سن سانس»[۳]
- اجرای کنسرتو ویولنسل اثر «ادوارد لالوا»[۱]
- آلبوم موسیقی «دود عود» به آهنگسازی «پرویز مشکاتیان»، تنظیم «کامبیز روشن روان» و خوانندگی «محمدرضا شجریان»[۴]
- آلبوم موسیقی «نهانخانه دل» به آهنگسازی «کامبیز روشن روان» و خوانندگی «بیژن بیژنی»[۵]
- آلبوم موسیقی «موسم گل» به آهنگسازی «محمدرضا درویشی» و خوانندگی «ایرج بسطامی»[۶]
- آلبوم موسیقی «در گلستانه» به آهنگسازی «هوشنگ کامکار» و خوانندگی «شهرام ناظری»
- آلبوم موسیقی «می ناب» به آهنگسازی «روح‌الله خالقی»، تنظیم «گلنوش خالقی» و خوانندگی «کاوه دیلمی»
- آلبوم موسیقی «گزیده آثار موسیقی محمدرضا درویشی سینما و تئاتر»